# Contea di Jönköping
La contea di Jönköping o Jönköpings län è una delle contee o län della Svezia situata nella parte meridionale del paese con capitale Jönköping.
Confina con le contee di Halland, Västra Götaland, Östergötland, Kalmar e Kronoberg.
Geograficamente la contea di Jönköping rappresenta la parte settentrionale dello Småland. I comuni di Habo e Mullsjö, che erano una parte della provincia di Västergötland, furono ceduti dopo la formazione della contea di Västra Götaland nel 1999 e ora appartengono alla contea di Jönköping.
La contea di Jönköping è stata periodicamente unita con la contea di Kronoberg fino al 1687.
Le principali responsabilità del Consiglio di Contea (Landstinget i Jönköpings län) sono la pubblica sanità e il trasporto pubblico.

## Comuni

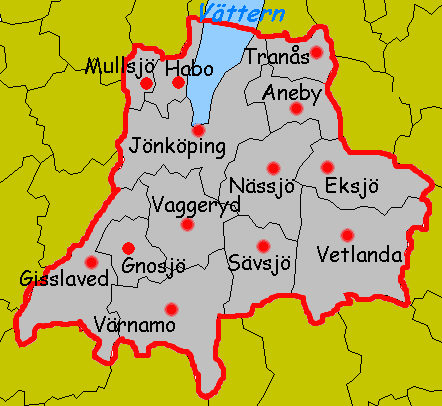
Mappa

- Aneby
- Eksjö
- Gislaved
- Gnosjö
- Habo
- Jönköping
- Mullsjö
- Nässjö
- Sävsjö
- Tranås
- Vaggeryd
- Vetlanda
- Värnamo

## Aree naturali
In questa contea si trova il Parco nazionale Store Mosse.